# Football Manager 2010
Football Manager 2010 (abreujat Football Manager 10 o FM 10) és un videojoc de la saga Football Manager basat en la simulació de ser un mànager de futbol professional. Va ser desenvolupat per Sports Interactive i publicat per Sega. FM 10 està disponible per tres plataformes; PC Windows, Mac OS X, PlayStation Portable. La seva data de llançament va ser el 30 d'octubre del 2009.